# Teodoro I Caliopas

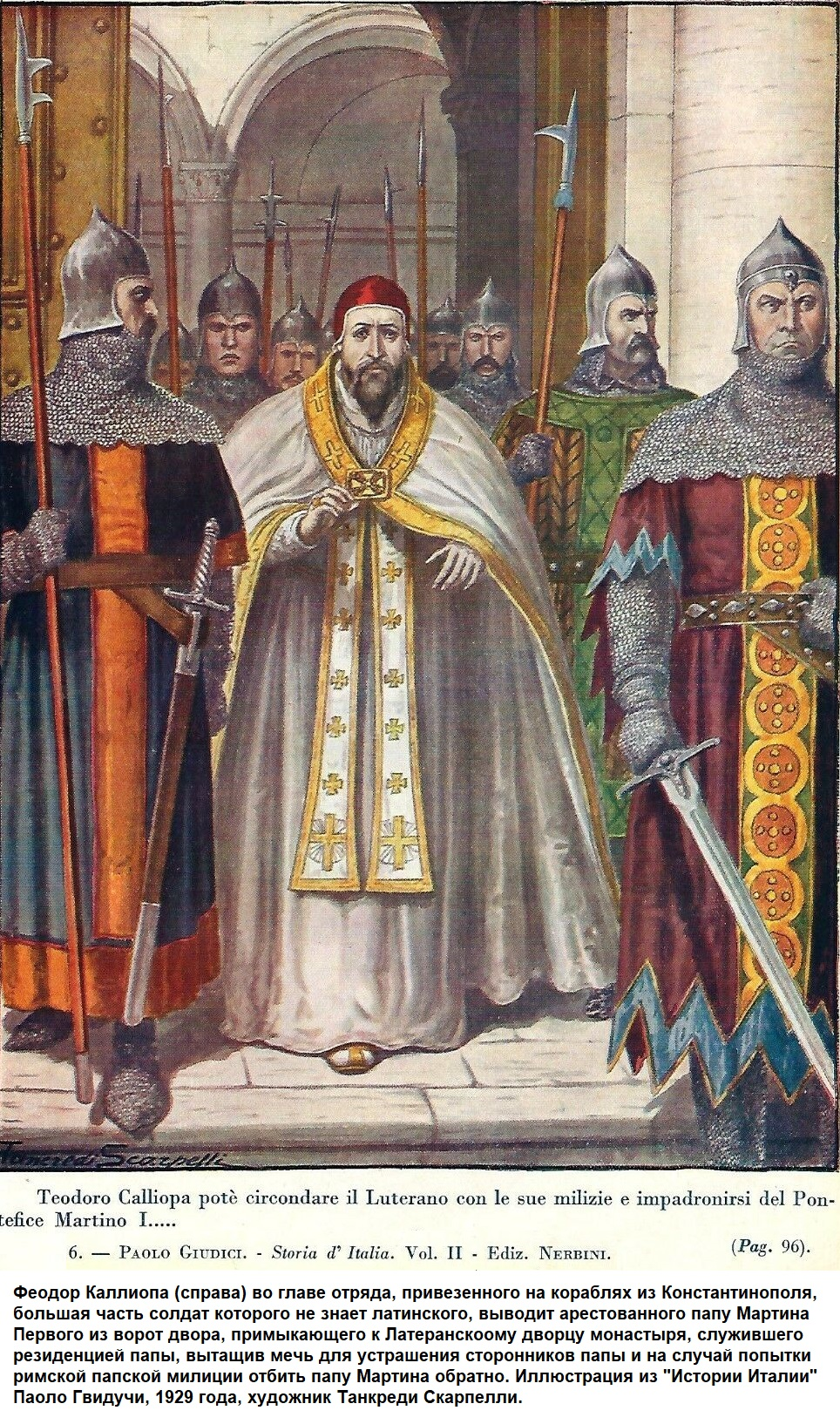
Arresto del Papa Martín I por los bizantinos en Roma en junio de 653 por orden de Constante II. Kalliope (derecha) sostiene una espada en la mano para intimidar a los partidarios del Papa y en caso de que la policía papal romana intente recapturar al Papa Martín.

Teodoro Caliopas (en griego: Θεόδωρος Καλλιοπάς) fue un patricio y ejerció el exarcado de Rávena por dos veces (643 - c. 645 y 653 - 666).

## Historia
No se sabe nada del primer mandato como exarca, excepto que sucedió a Isaac en 643 y fue reemplazado por Platón  en c. 645.
Después de la muerte del exarca Olimpio en 652, volvió a su cargo anterior, enviado desde Constantinopla. Teodoro cumplió las órdenes dadas a su predecesor para arrestar al papa Martín I, que no pudo cumplir por estar en situación de rebeldía y habiendo muerto en Sicilia. El exarca entró en Roma en 653, y con un destacamento de soldados sacaron al papa de Letrán y le enviaron en un barco a la isla de Naxos. Posteriormente, Teodoro intentó, aunque sin éxito, convencer a los romanos para elegir un nuevo papa. Solo al año siguiente fue elegido un papa más flexible que Martín, Eugenio I. 
Alrededor del 666 fue sucedido como exarca por Gregorio.